# Marine (Illinois)

Un coucher de soleil sur le lac dans le Marine Heritage Park

Pour les articles homonymes, voir Marine.
Le village américain  de Marine est situé dans le comté de Madison, dans l’État de l’Illinois. Sa population s’élevait à 960 habitants lors du recensement de 2010, estimée à 929 habitants en 2016.